# Distrito histórico de Centreville
El distrito histórico de Centreville es un distrito histórico en ubicado en Centreville, Alabama, Estados Unidos. Incluye 7,5 acres (3 ha) y veinte edificios, incluido el Palacio de Justicia del Condado de Bibb. Está delimitado aproximadamente por Walnut Street y las plazas East y West Court. Presenta ejemplos de arquitectura victoriana. El distrito fue agregado al Registro Nacional de Lugares Históricos el 19 de octubre de 1978.